# 나린강

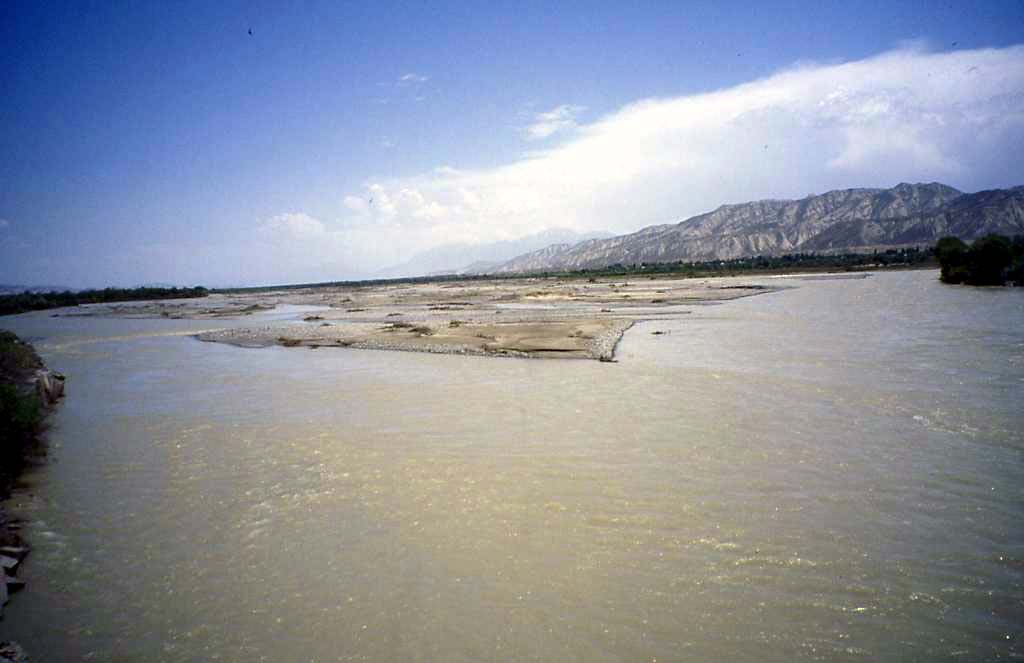
나린강

나린강(키르기스어: Нарын, 러시아어: Нарын)은 키르기스스탄과 우즈베키스탄을 흐르는 강이다. 톈산산맥에서 발원하여 페르가나 분지 서쪽과 우즈베키스탄을 흐르며 카라다리야강과 합류하여 시르다리야강으로 흐른다. 길이는 807 km이며 연간 유량은 13.7 km3 정도이다. 수력 발전용으로 많이 사용되는 저수지가 있다.